# Lelek (zwyczajny)
Lelek (zwyczajny), lelek, lelek kozodój (Caprimulgus europaeus) – gatunek niewielkiego ptaka nocnego z rodziny lelkowatych (Caprimulgidae). Wędrowny, zamieszkuje Eurazję i północno-zachodnią Afrykę, zimuje w Afryce Subsaharyjskiej. Nie jest zagrożony wyginięciem.

## Systematyka

### Podgatunki
Wyróżnia się 6 podgatunków C. europaeus:
- C. europaeus europaeus – środkowa i północna Europa do środkowej, północnej oraz południowo-środkowej Syberii;
- C. europaeus meridionalis – południowa Europa i północna Afryka do Kaukazu i północno-zachodniego Iranu;
- C. europaeus sarudnyi – Kazachstan i zachodnia Syberia;
- C. europaeus unwini – Irak i Iran do Turkmenistanu i Uzbekistanu, na południe po zachodni i północny Pakistan;
- C. europaeus plumipes – północno-zachodnie Chiny do zachodniej i południowej Mongolii;
- C. europaeus dementievi – północno-wschodnia Mongolia do południowo-środkowej Syberii (południowe Zabajkale).

### Taksonomia
Znany z jednego okazu lelek chiński (Caprimulgus centralasicus), przez wiele lat traktowany jako osobny gatunek, został w 2020 roku uznany za synonim lelka, prawdopodobnie podgatunku plumipes.
Nazwa rodzajowa caprimulgus pochodzi od słów capra, czyli koza i mulgere, które znaczy doić. Nazwa gatunkowa europaeus pochodzi od kontynentu europejskiego.

## Występowanie
Lelek, ponieważ należy do rodziny lelkowatych, preferuje cieplejsze tereny Starego i Nowego Świata. Zamieszkuje Europę (bez północnej części Półwyspu Skandynawskiego i północnej europejskiej części Rosji), środkową i południowo-zachodnią Azję aż po Pakistan, Mongolię i północne Chiny, oraz północno-zachodnią Afrykę. To ptak wędrowny pokonujący duże odległości. Przeloty w kwietniu – maju i sierpniu – październiku. Zimuje w Afryce Subsaharyjskiej – w zachodniej, wschodniej i południowej części kontynentu.
W Polsce nieliczny gatunek lęgowy spotykany w całym kraju, również w niższych górach, choć rozmieszczony nierównomiernie. Jego obecność zależy od preferowanych siedlisk.

## Charakterystyka

### Wygląd

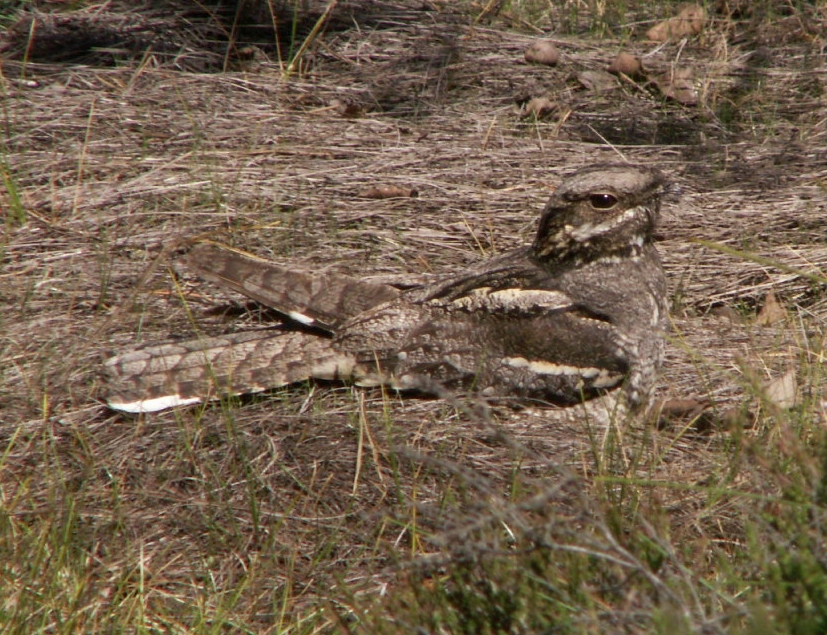
Lelek jest trudny do dostrzeżenia dzięki maskującemu upierzeniu

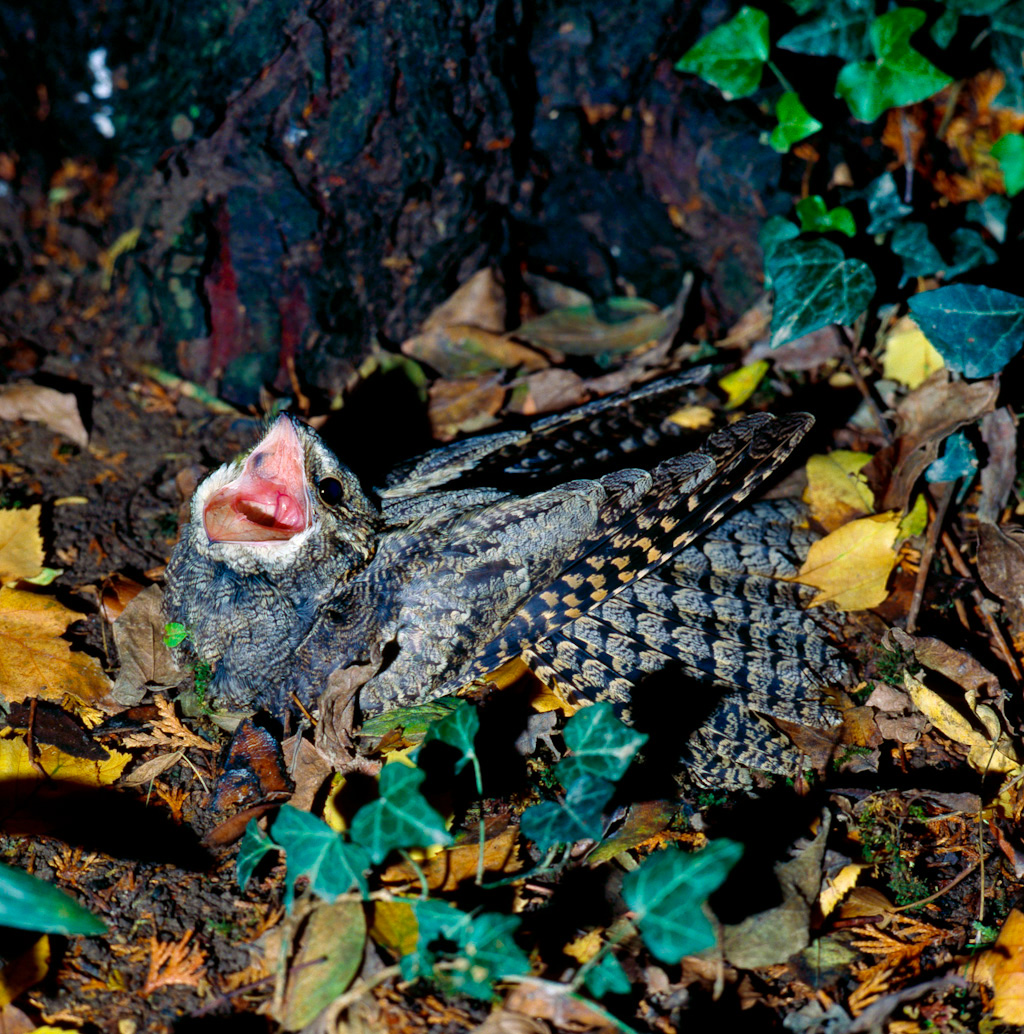
Lelek, jako ptak nocny, dzień spędza w ukryciu. Na zdjęciu oczekujące na pokarm pisklę schowane w liściach

Ptak o smukłej sylwetce, dużej głowie i niewyodrębnionej szyi. Rozmiarami podobny jest do smukłej turkawki lub kosa. Czarny dziób delikatny, krótki, szeroko rozcięty i płaski w formie głębokiej paszczy sięgającej poza oko, otoczony sztywnymi, szczeciniastymi piórami (zwiększają efektywność w trakcie polowania na latające owady). Lelki mają duże, czarnobrązowe oczy. Pióra okrywowe podobne do sowich. Ubarwienie miękkie, imitujące korę: wierzch ciała szarobrunatny o czarnym, szarym i brunatnym podłużnym pręgowaniu oraz plamach w tych samych barwach. Szara, pokryta plamami pierś, brązowy lub żółtordzawy spód o brunatnym poprzecznym drobnym prążkowaniu. Skrzydła i ogon są długie. Lotki brunatne, pokryte jaśniejszymi plamami. Trzy pierwsze lotki z dużymi białymi plamami. Na szarych sterówkach poprzeczne brunatne prążkowanie. Nogi są brązowe. Obie płci mają podobną wielkość. Samca można odróżnić od samicy po dużych plamach na końcach skrzydeł i po biało zakończonych sterówkach, które dobrze widać w locie. Gdy trzyma się ptaka w ręku i obserwuje z bliska, można rozpoznać płeć z większą pewnością, po rysunku i ubarwieniu skrajnych lotek.

### Wymiary średnie
długość ciałado 27 cm

rozpiętość skrzydeł52–55 cm

masa ciałaok. 80 g

### Zachowanie
Prowadzi skryty tryb życia. Za dnia odpoczywa na ziemi lub wzdłuż gałęzi na drzewach. Słabe i krótkie palce nie pozwalają obejmować lelkowi gałęzi w sposób, w jaki to robią pozostałe ptaki. Ubarwienie ochronne dobrze maskuje siedzącego ptaka, a dodatkowa wyprostowana postawa obok kawałka drewna z zamkniętymi oczami sprawia, że jest rzadko dostrzegany. Zwykle zauważyć go można dopiero wtedy, gdy znienacka wyfrunie spod nóg zakłócającego mu spokój człowieka. Gdy warunki pogodowe są niesprzyjające, lelek potrafi obniżyć temperaturę ciała i zapaść w letarg, przez co zwalnia przebieg procesów przemiany materii i może przeżyć do czasu, aż sytuacja się poprawi.
W locie przypomina pustułkę lub dużą jaskółkę. W powietrzu porusza się cicho i lekko. Wylatuje nad porębami najczęściej o zmierzchu. Czasami przelatuje ponad wierzchołkami drzew.

### Głos
Gdy leci, wydaje „ku-ik”. Obecność na danym terenie zdradza też warczący śpiew tokowy samca trwający zwykle minutę i trzaskanie skrzydłami w trakcie lotu godowego. Robi to siedząc na drzewie, a głos ten przypomina pracujący silnik „erro-rrroor”. Samicę wabi też wołaniem „hejt”. Spłoszony ptak reaguje ochrypłym odgłosem „chrak”.

## Biotop

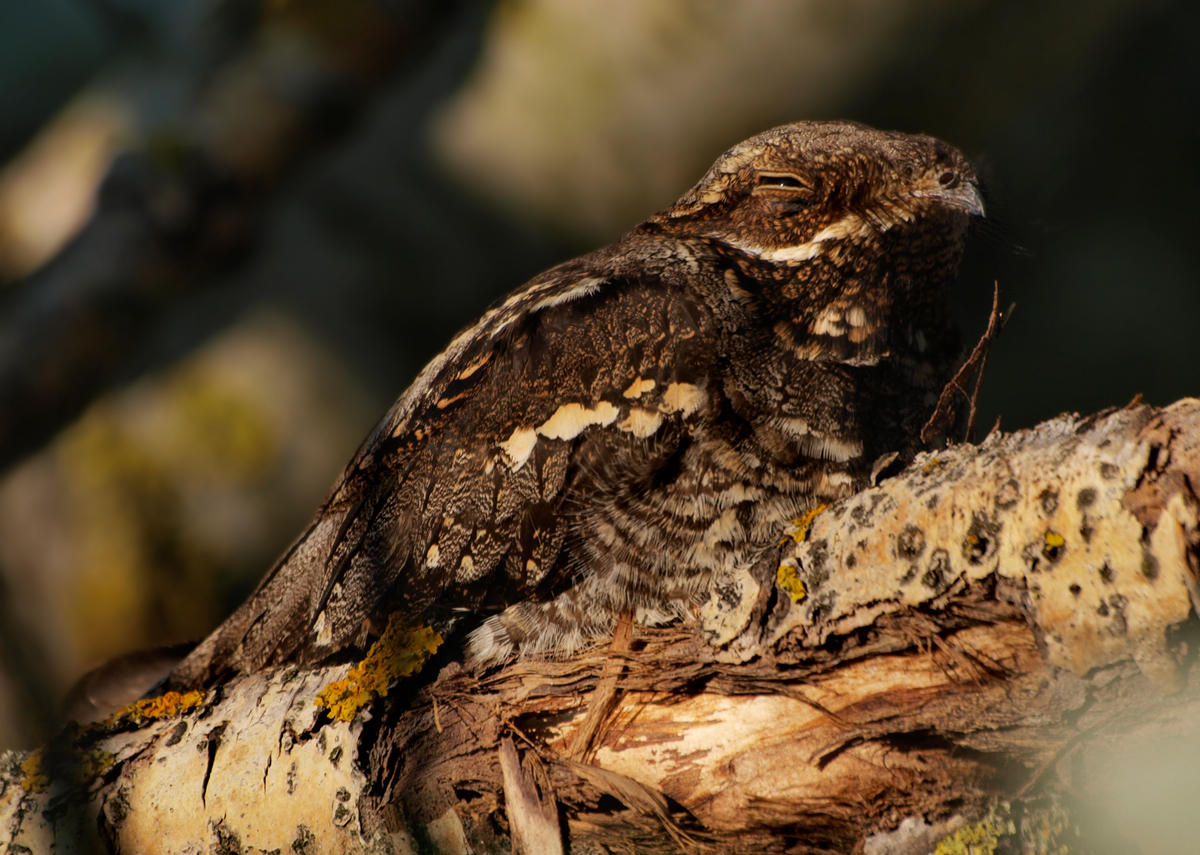
Lelek na gałęzi jest trudny do zauważenia

Suche, świetliste bory sosnowe w pobliżu łąk, pól, polan, zrębów, młodników. Preferuje też lasy poprzecinane porębami, ich skraje, ale może też wyprowadzić lęg na terenach bez zwartych drzewostanów. Spotkać go można na wrzosowiskach, zarastających pożarzyskach i wydmach z młodymi kompleksami leśnymi, rzadziej w większych sadach i parkach.

## Okres lęgowy
Gatunek monogamiczny.

### Gniazdo
Nie buduje gniazda, jaja składa bezpośrednio na ziemi (piasku, wrzosowisku, mchu, ściółce leśnej lub żwirze). Niepokojony może przenieść jaja o kilka metrów.

### Jaja

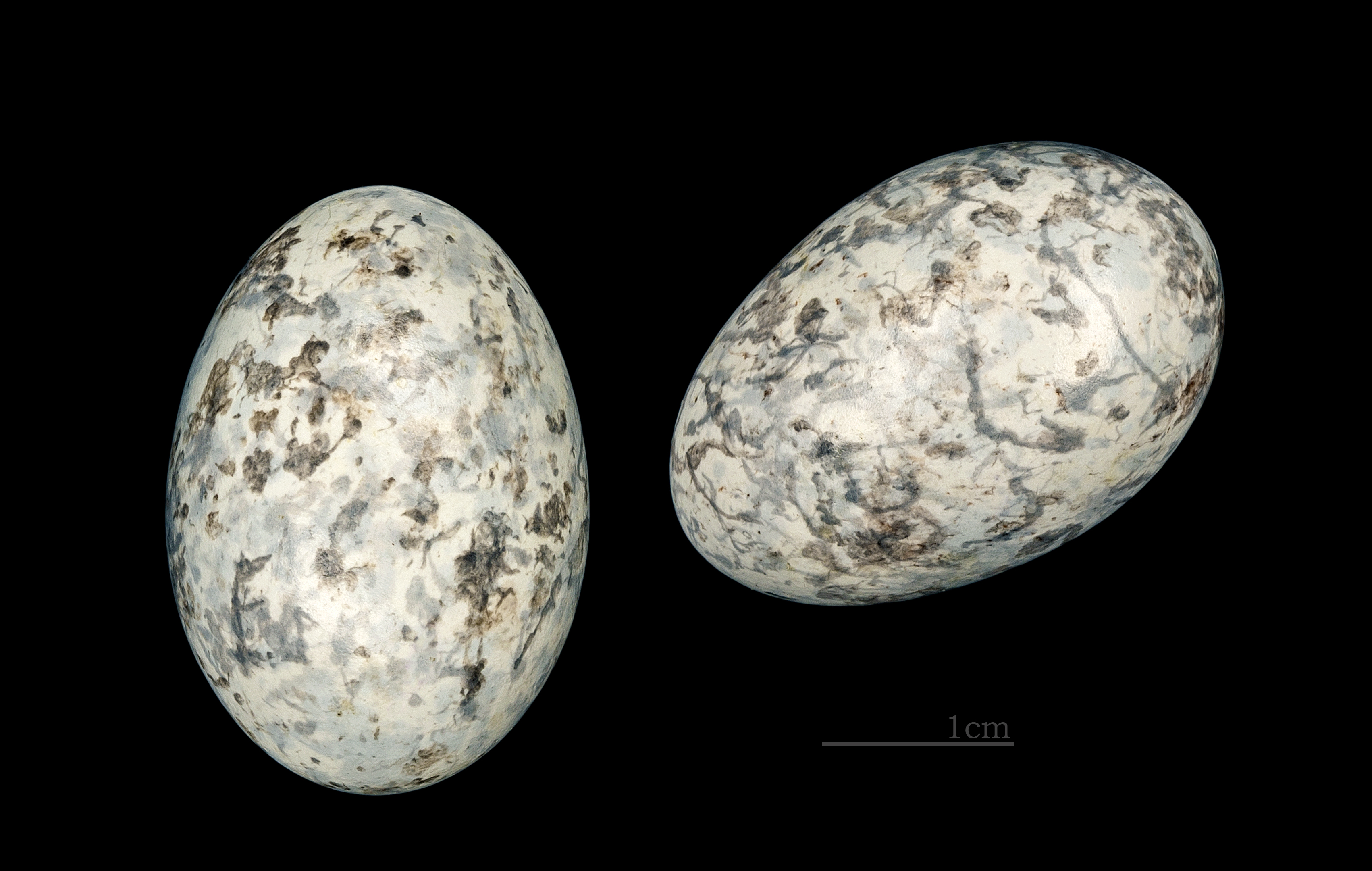
Jaja z kolekcji muzealnej

W ciągu roku wyprowadza dwa lęgi (jeden w skrajnie północnych częściach areału występowania), składając w maju i lipcu po 2 błyszczące elipsoidalnego kształtu jaja. Są one mlecznobiałe w szare i brązowe plamy, co bardzo dobrze je maskuje. Gdy pierwsze zniesienie zostanie zniszczone, zawsze zakłada następne. W razie niebezpieczeństwa matka może przenieść jaja w dziobie w inne miejsce.

### Wysiadywanie, pisklęta
Jaja wysiadywane są przez oboje rodziców (częściej przez samicę) przez 17 do 18 dni, po czym zajmują się karmieniem młodych. Pisklęta, rzekome gniazdowniki, po kilku dniach biegają po ziemi w pobliżu gniazda. Mają szarobrązowy puch. Po 15–20 dniach zaczynają latać i opuszczają gniazdo na dobre, a po 3 tygodniach się usamodzielniają, choć przez kolejne 2 tygodnie są jeszcze dokarmiane przez rodziców.

## Pożywienie

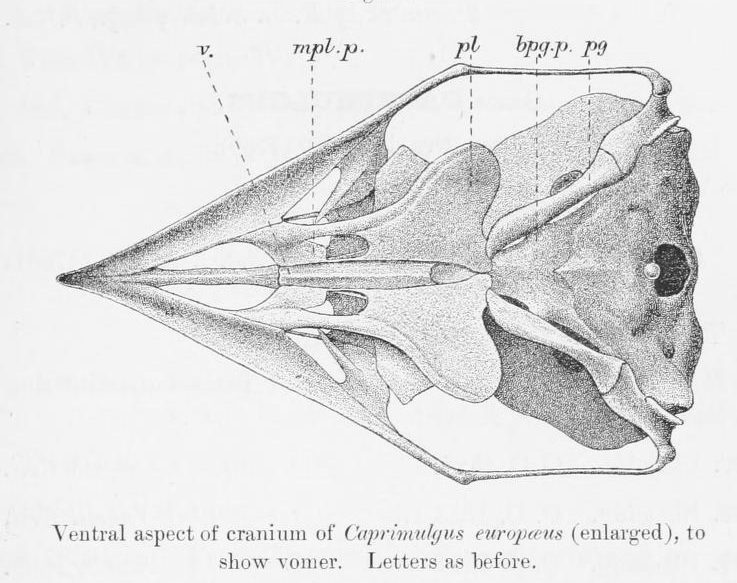
Spłaszczona czaszka lelka

Owady chwytane w locie do szeroko otwartego dzioba, głównie ćmy, muchówki, koniki polne, świerszcze i chrząszcze. 
Ten nocny łowca poluje o zmierzchu i świcie. Czasem wyruszając z punktu obserwacyjnego ściga owady. 

## Status i ochrona
IUCN klasyfikuje lelka jako gatunek najmniejszej troski (LC, Least Concern) nieprzerwanie od 1988 roku. Liczebność światowej populacji, obliczona w oparciu o szacunki organizacji BirdLife International dla Europy z 2015 roku, mieści się w przedziale 3–6 milionów dorosłych osobników. Globalny trend liczebności populacji uznawany jest za spadkowy.
W Polsce objęty ochroną gatunkową ścisłą. Na Czerwonej liście ptaków Polski został sklasyfikowany jako gatunek najmniejszej troski (LC). W latach 2013–2018 liczebność krajowej populacji szacowano na 8–12 tysięcy śpiewających samców. Utrata siedlisk i zmniejszenie ilości dużych owadów sprawia, że lelek staje się coraz rzadszym ptakiem.

## Lelek w kulturze
Nazwa gatunkowa nawiązuje do ludowych wierzeń, według których lelki przylatywały do stad kóz i piły ich mleko z wymion. W wierzeniach słowiańskich lelek kozodój, podobnie jak bocian – w języku ukraińskim lelkiem (лелека білий, łełeka biłyj) nazywany jest właśnie bocian – był uważany za ptaka, który przynosi z Wyraju dusze mające się ponownie wcielić, bądź też jako zoomorficzne wyobrażenie samych dusz. Lelki spełniały także ważną rolę w opowiadaniu Howarda Phillipsa Lovecrafta pod tytułem Koszmar w Dunwich (The Dunwich Horror), gdzie masowo zbierały się w pobliżu domu umierającego człowieka, zrównując swój śpiew z oddechem konającego. Gdy tuż po śmierci odleciały, oznaczało to, iż nie zdobyły nowej duszy, a gdy hałasowały i śpiewały do samego rana, znaczyło to, że udało im się ją porwać. Motyw lelków kozodojów na tle wierzeń Słowian wykorzystał pisarz Andrzej Sapkowski w swej Sadze o wiedźminie.